# Jermaine Taylor
Jermaine Taylor  (ur. 14 stycznia 1985 w Portland) – jamajski piłkarz występujący na pozycji obrońcy.

## Kariera klubowa
Taylor seniorską karierę rozpoczynał w 2002 roku w zespole St. George’s SC. W 2003 roku przeszedł do Harbour View. W 2004 roku zdobył z nim CFU Club Championship. W 2005 roku wystąpił z zespołem w finale przegranego Pucharu Jamajki. W 2007 roku zdobył z nim natomiast mistrzostwo Jamajki oraz ponownie CFU Club Championship. W Harbour spędził 6 lat. W 2009 roku wrócił do St. George’s SC.
W 2011 roku Taylor podpisał kontrakt z amerykańskim Houston Dynamo. W MLS zadebiutował 20 marca 2011 roku w przegranym 0:1 pojedynku z Philadelphią Union. W 2016 przeszedł do Portland Timbers.

## Kariera reprezentacyjna
W reprezentacji Jamajki Taylor zadebiutował w 2004 roku. W 2011 roku został powołany do kadry na Złoty Puchar CONCACAF.